# Gjensidige
Gjensidige är ett försäkringsbolag som finns i Norge, Sverige, Danmark, Estland, Lettland och Litauen. Huvudkontoret ligger i centrala Oslo i Norge. Gjensidige är noterat på Oslo börs. Försäkringsbolaget är Norges största sakförsäkringsbolag med en marknadsandel om cirka 25 procent.  
Försäkringsbolaget har anor från tidigt 1800-tal då små samägda brandkassor började etableras i Norge. Ett antal små brandkassor började efter hand gå samman till en större organisation och 1922 etablerades försäkringsbolaget Samtrygd. Samtrygd gick 1974 samman med Norsk Bilforsikring Gjensidige (NBG), och namnet Gjensidige antogs.

## Gjensidige Sverige
Gjensidige har funnits i Sverige sedan 2007. I Sverige har Gjensidige en marknadsandel om cirka 2 procent. Vd för Gjensidige i Sverige är Anders Lundin.
Gjensidiges svenska verksamhet har sina rötter i det som tidigare hette Tennant Försäkring, vilket var ett svenskt försäkringsbolag som bildades 2001 av Björn Johansson genom en sammanslagning av Tennant Forsikring i Norge och Scandinavian Underwriting Services AB (SUSAB) i Sverige. Verksamheten förvärvades 2007 av Gjensidige och bedrivs idag i filialform. Gouda Reseförsäkring blev en del av Gjensidige 2013 och 2014 blev Solids verksamhet för bil- och hemförsäkringar också en del av Gjensidige. Vardia Försäkring blev en del av Gjensidige 2016. 2021 blev Nordeuropa Försäkring AB och Nordeuropa Liv & Hälsa AB en del av Gjensidige. 
2018 lanserade Gjensidige den första förlossningsförberedande filmen i VR.
Gjensidige har fått grönt betyg i Söderberg & Partners rapport om hållbarhet hos sakförsäkringsbolagen i Sverige varje år från och med 2020.